# Pasečnice
Pasečnice (německy Paschnitz) je obec v okrese Domažlice v Plzeňském kraji. Žije zde 195 obyvatel.

## Historie
První písemná zmínka o obci pochází z roku 1393.

## Obyvatelstvo
| Rok            | 1869 | 1880 | 1890 | 1900 | 1910 | 1921 | 1930 | 1950 | 1961 | 1970 | 1980 | 1991 | 2001 | 2011 | 2021 |
| -------------- | ---- | ---- | ---- | ---- | ---- | ---- | ---- | ---- | ---- | ---- | ---- | ---- | ---- | ---- | ---- |
| Počet obyvatel | 663  | 616  | 623  | 623  | 579  | 555  | 521  | 313  | 294  | 258  | 208  | 197  | 205  | 183  | 217  |
| Počet domů     | 85   | 91   | 104  | 96   | 101  | 101  | 112  | 100  | 81   | 74   | 64   | 76   | 81   | 86   | 91   |

## Obecní správa
Obec Pasečnice vznikla roku 1880 sloučením tří částí, jimiž jsou Česká Kubice, Nová Pasečnice a Stará Pasečnice, Česká Kubice se v roce 1916 osamostatnila. Mezi lety 1880–1984 Pasečnice byla obcí v okrese Domažlice. Nová Pasečnice a Stará Pasečnice (od 1. ledna 1985 do 23. listopadu 1990) patřily obě vesnice jako část obce k Stráži a od 24. listopadu 1990 je opět samostatnou obcí.

### Části obce
- Nová Pasečnice
- Stará Pasečnice

V letech 1880–1910 k obci patřila i Česká Kubice.

## Pamětihodnosti
- Kostel svatého Františka z Assisi – kostel ve vlastnictví obce je nejmladší sakrální stavbou v domažlickém okrese. Byl vysvěcen 4. října 2003. Obecní úřad přispěl částkou 200 000 Kč a daroval pozemek, další náklady hradilo sdružení pro výstavbu kostela. Do jeho výstavby se v obci držela pouť na svatého Vavřince.[7]
- Krucifix na vrchu před vesnicí
- Jižně od vesnice se na vrcholu Salka nachází starý důl po těžbě kyzových břidlic chráněný jako přírodní památka Salka.

## Galerie

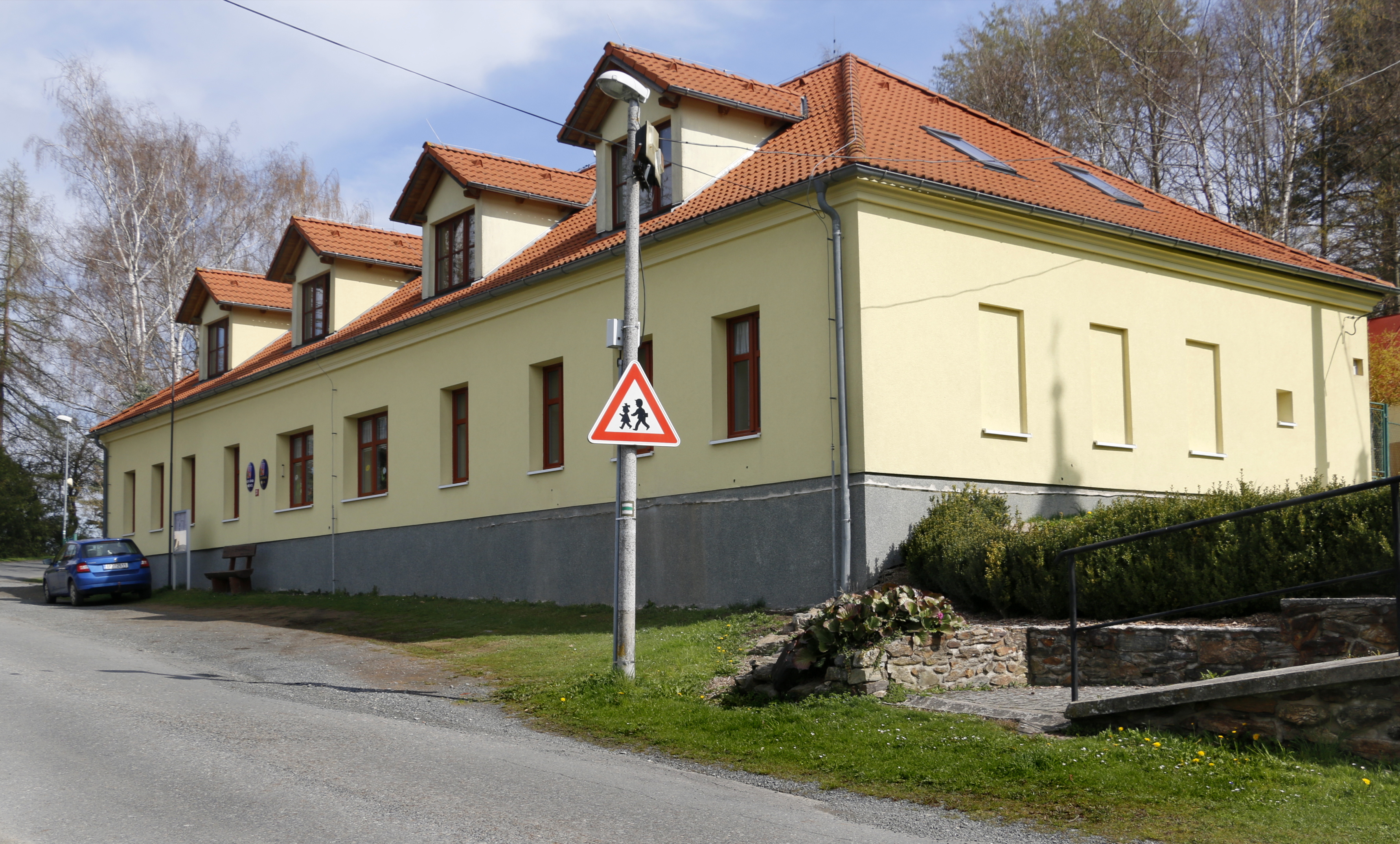
Obecní úřad
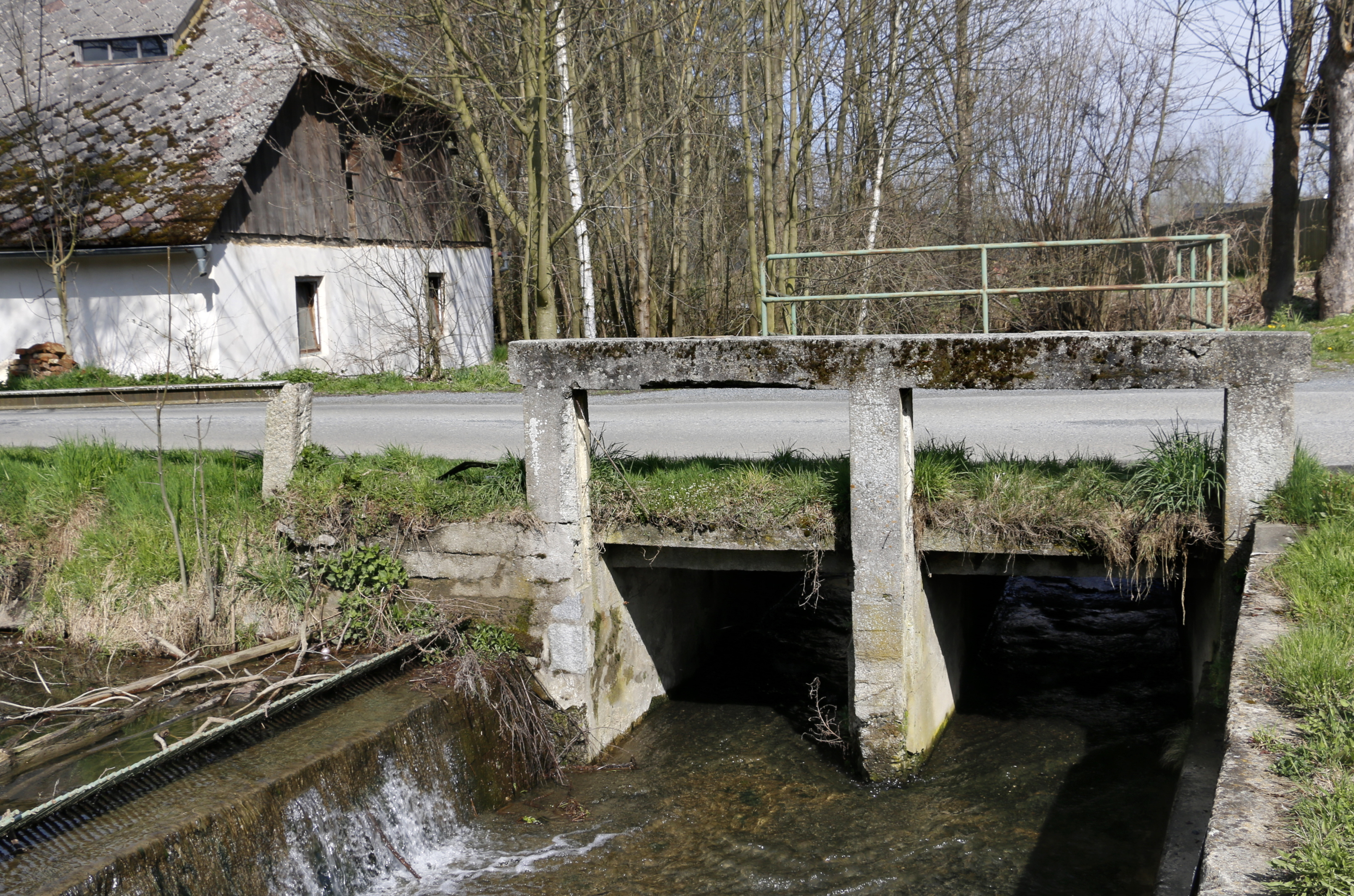
Mlýn u Pasečnického rybníka
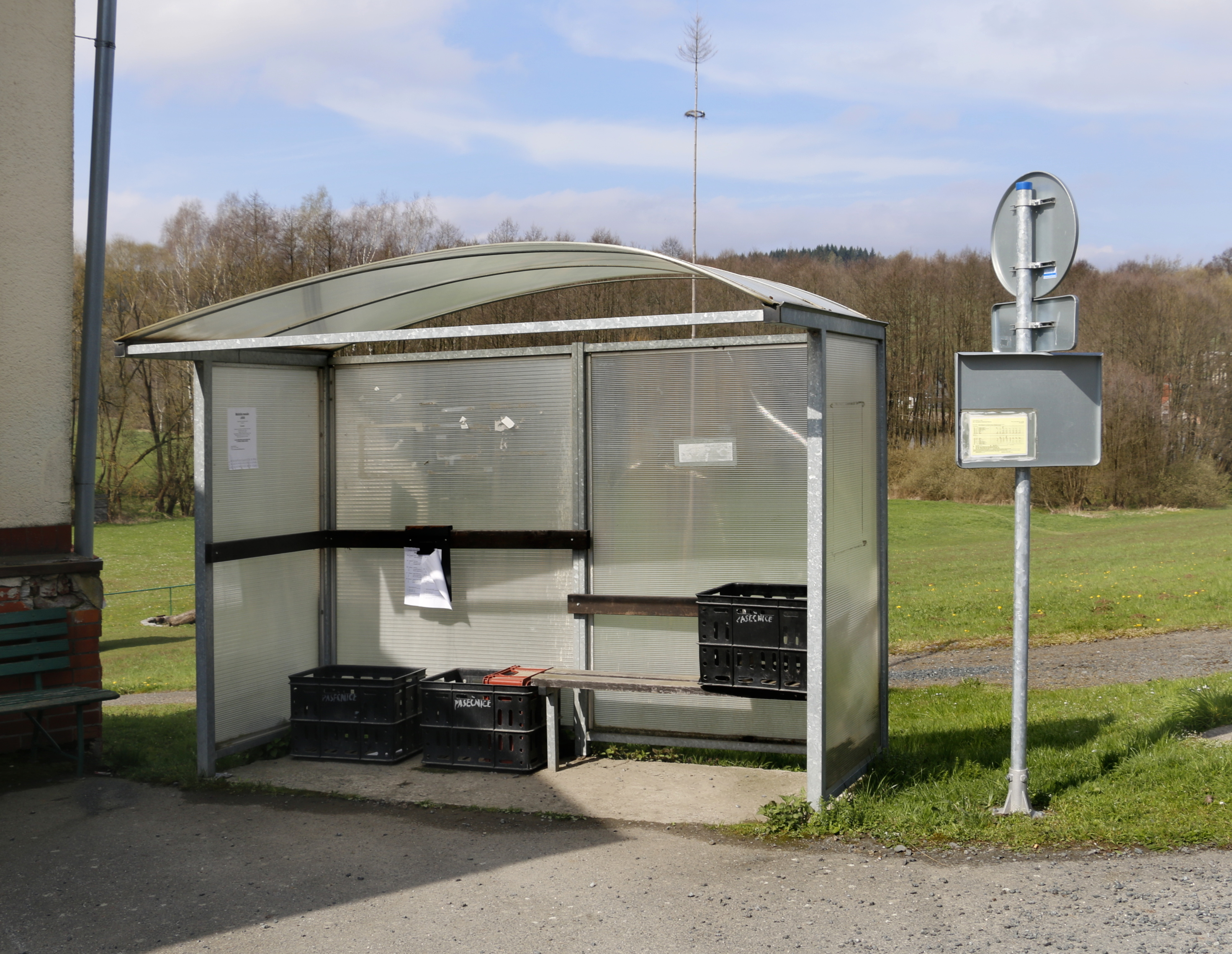
Zastávka společná pro Novou a Starou Pasečnici
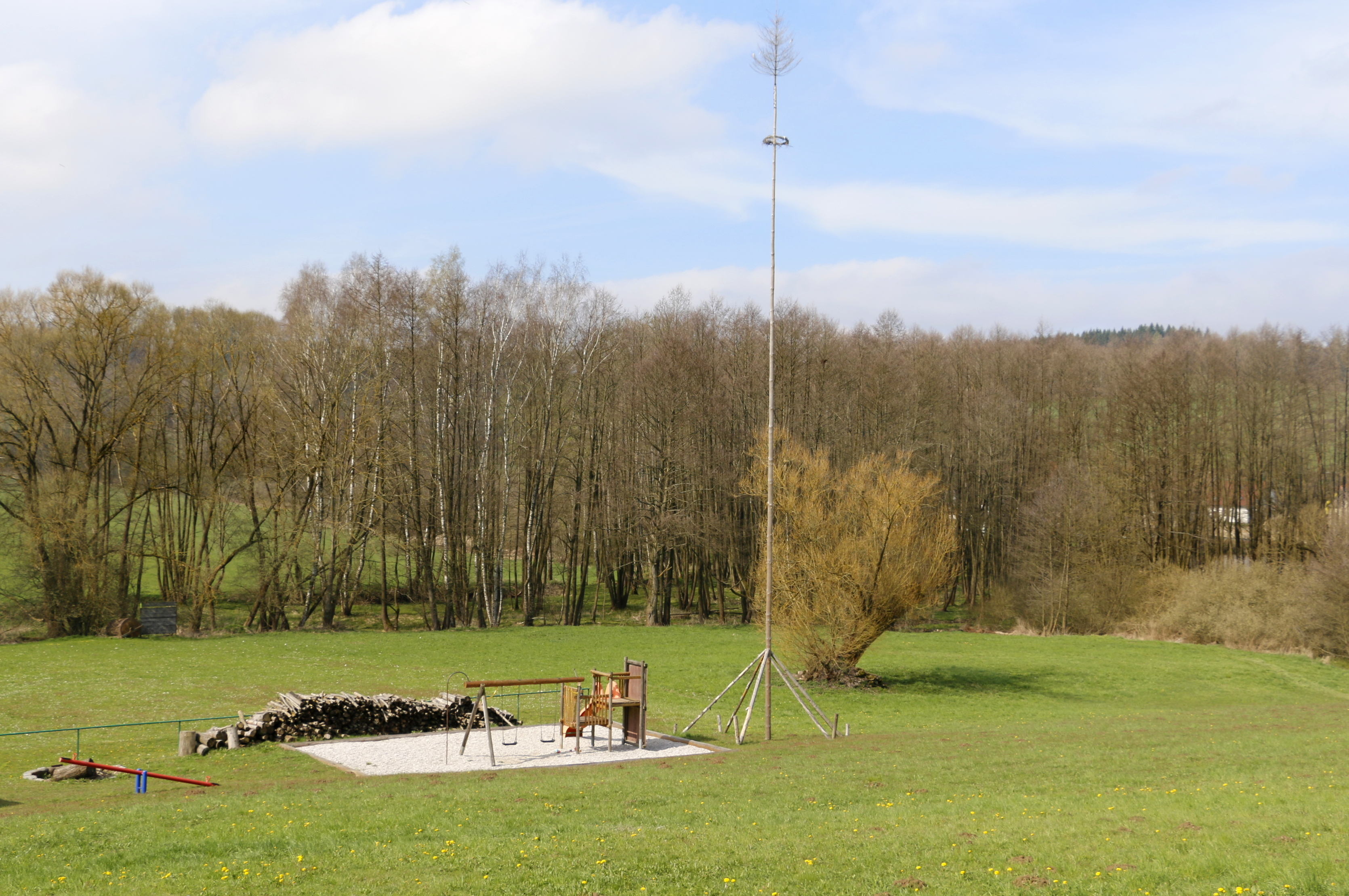
Hřiště u říčky Zubřiny